# Silhöfer Aue/Westend

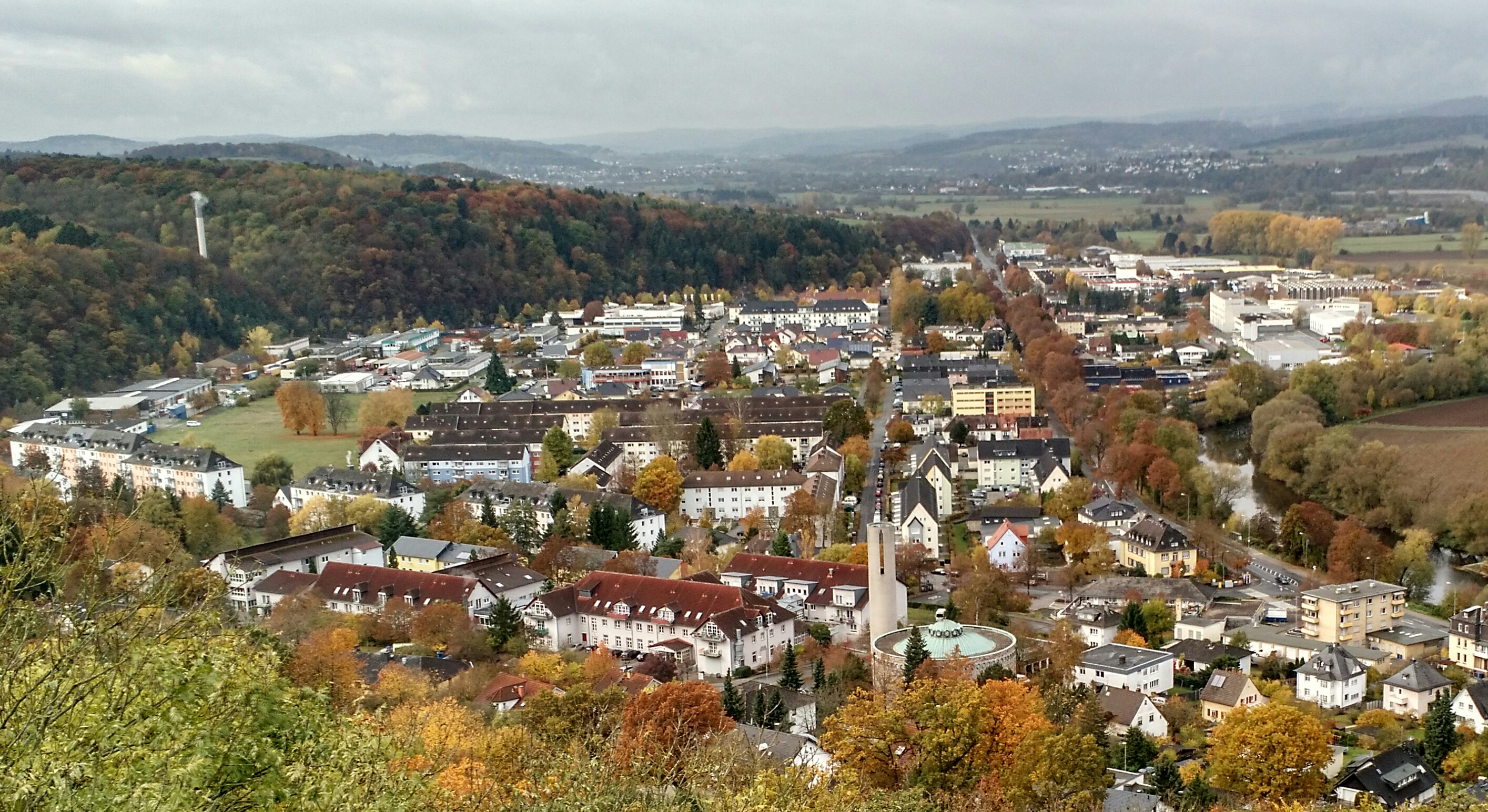
Blick vom Kalsmunt auf das Westend

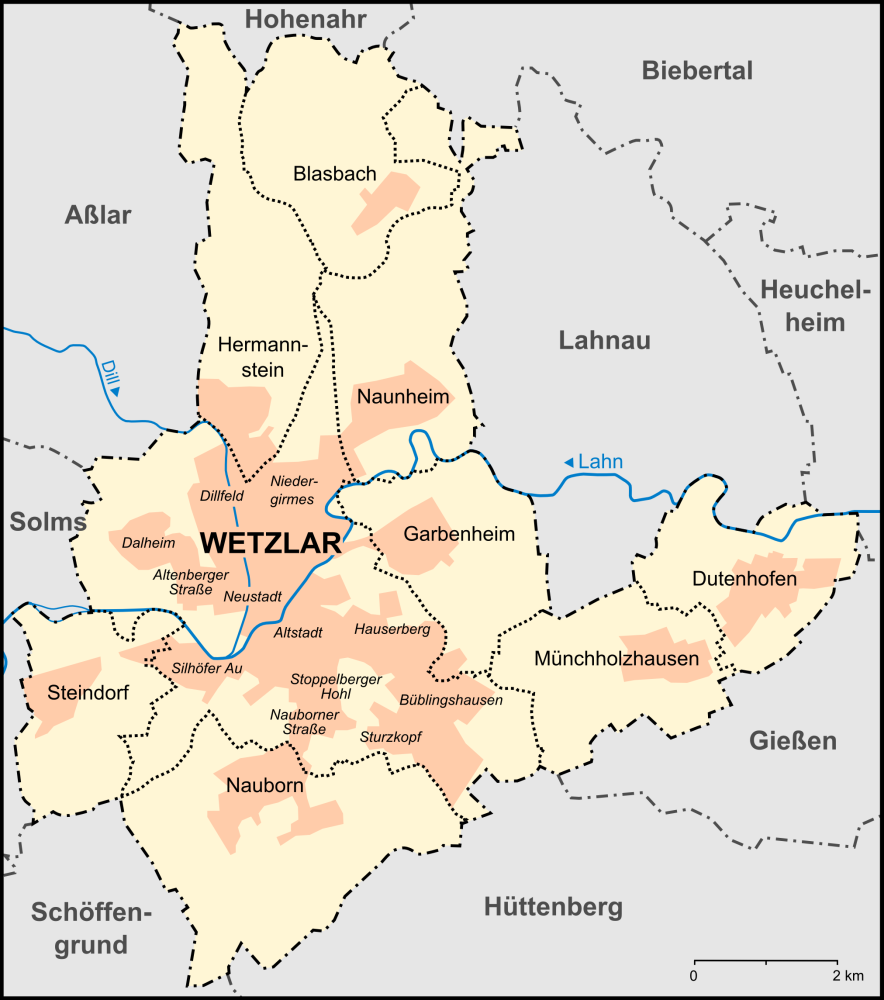
Karte der Stadtteile und Stadtbezirke von Wetzlar

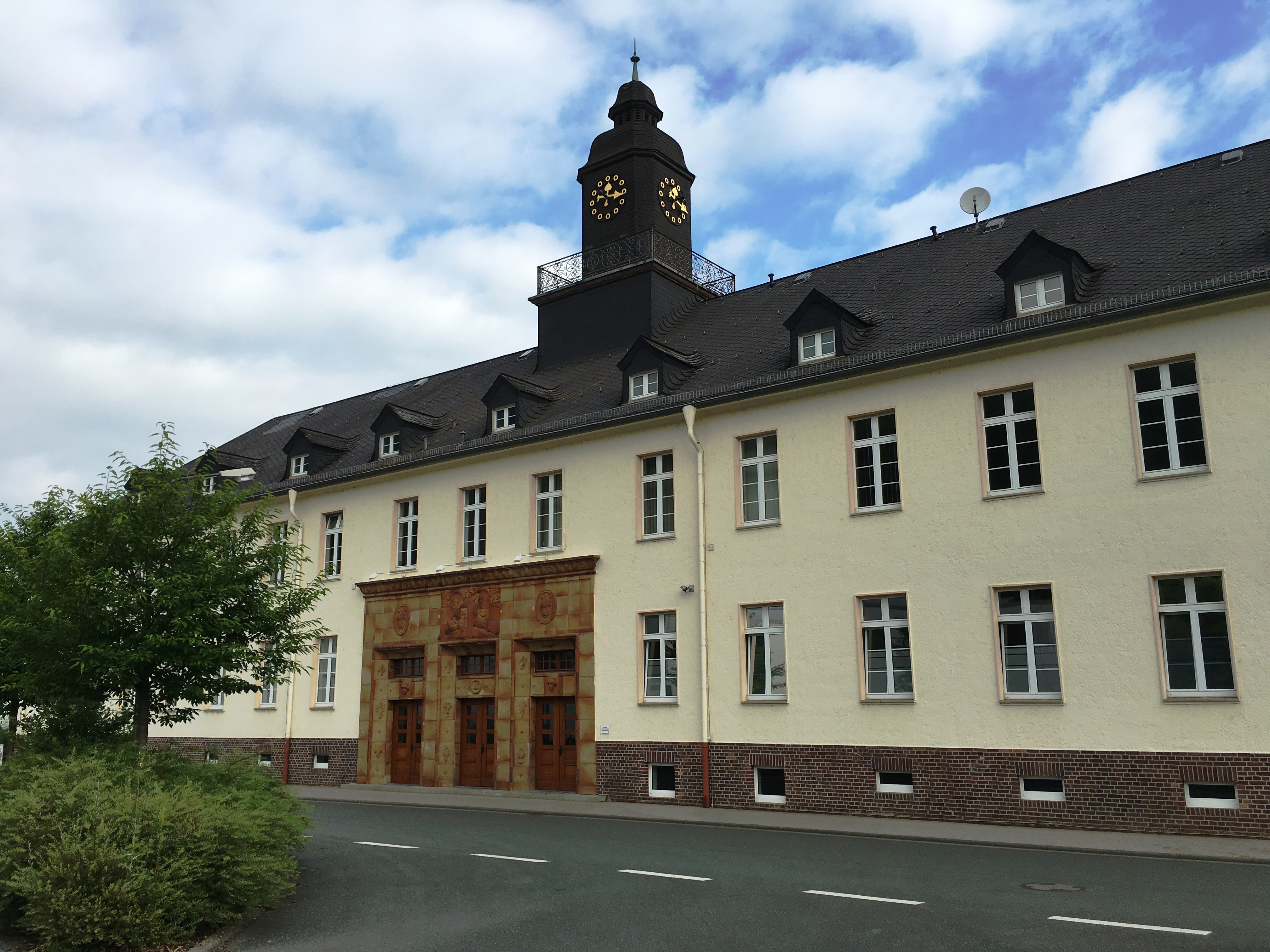
Ehemaliges Stabsgebäude der Sixt-von-Armin-Kaserne

Der Bezirk Silhöfer Aue/Westend, häufig einfach Westend genannt, ist der 8. Stadtbezirk der mittelhessischen Stadt Wetzlar. Der 2701 Einwohner (Stand: Dezember 2016) zählende Bezirk befindet sich westlich der Altstadt und südlich der Lahn. Im Westen schließt sich der Stadtteil Steindorf an.

## Beschreibung des Bezirks
Entstanden ist das Westend in den 1930er Jahren, als in der Silhöfer Aue die Sixt-von-Armin-Kaserne errichtet wurde. Um diese Kaserne herum entstanden in den 1960er Jahren Gewerbegebiete und Wohnbebauung. Nachdem die Garnison 1993 aufgelöst wurde, befindet sich der Bezirk in einem grundlegenden Strukturwandel.
Die Braunfelser Straße als Hauptverkehrsstraße durchquert den Stadtbezirk in Ost-West-Richtung. Nördlich dieser Straße befinden sich vorrangig Gewerbenutzungen, unter anderem der Hauptsitz des Kameraherstellers Minox. Südlich der Straße gibt es heute neben Geschosswohnungsbau und Einfamilienhaussiedlungen auch gemischt genutzte Bereiche sowie großflächen Einzelhandel.